# Daasdorf am Berge
Daasdorf am Berge (ufficialmente: Daasdorf a. Berge) è una frazione  (Ortsteil) del comune tedesco di Grammetal.

## Storia
Il 31 dicembre 2019 il comune di Daasdorf am Berge venne fuso con i comuni di Bechstedtstraß, Hopfgarten, Isseroda, Mönchenholzhausen, Niederzimmern, Nohra, Ottstedt am Berge e Troistedt, formando il nuovo comune di Grammetal.

## Amministrazione
Daasdorf è amministrata da un consiglio di frazione (Ortschaftsrat) e da un sindaco di frazione (Ortschaftsbürgermeister).